# فورباخ
 فورباخ ، (بالفرنسية: Forbach)‏، (نطق:fɔʁbak)، (الألمانية: ʁfoʁbax)، هي بلدية فرنسية في إقليم موزيل، في منطقة غراند إيست، شمال شرق فرنسا.

## توأمة
لفورباخ اتفاقيات توأمة مع كل من:
- فولكلينغن
- رافانوسا

## أعلام
- عبد الناصر وضاح
- سام هوكيفر
- فرانسوا كونرادي
- جواو تيكسيرا
- جينارو براسيغليانو
- كلير برغر